# 1961年の航空
< 1961年
1960年の航空 - 1961年の航空 - 1962年の航空

## 航空に関する出来事

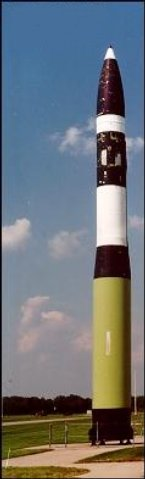
ライト・パターソン空軍基地の空軍博物館で展示中のミニットマンIII

- 1月24日 - ノースカロライナ州で、マーク39核爆弾2発を搭載したアメリカ空軍のB-52 ストラトフォートレス爆撃機が空中分解し、その過程で搭載されている核兵器が地表に落下した。うち1発は、4つの起爆装置のうちの3つはアクティブになっており、起爆のために必要なステップの多くが実行に移されたが、地表まで30mのところで落下傘が開き、核爆弾の地表衝突時の衝撃は弱まり爆発は避けられた。（『1961年ゴールズボロ空軍機事故』）
- 1月31日 - マーキュリー計画で、チンパンジー、HAMが弾道飛行の後、回収された。
- 2月1日 - アメリカが固体燃料を用いる大陸間弾道弾、ミニットマンの発射に成功した。
- 3月1日 - イタリア空軍の曲技飛行隊フレッチェ・トリコローリが創設された。
- 3月28日 - 旧フランス領の諸国によって、エール・アフリックが設立された。
- 3月30日 - アメリカの実験機、X-15が、4,265 km/hの速度記録を樹立した。
- 4月12日 - ボストーク1号でユーリイ・ガガーリンが、有人軌道飛行に成功する。
- 4月28日 - ソビエトの実験機、ミコヤン・グレヴィッチ Ye-66が、ゲオルギー・モソロフの操縦で34,714 mの高高度飛行の記録を樹立する。
- 5月2日 - スイスのピラタスが開発した軽飛行機、ピラタス PC-6が初飛行した。
- 5月4日 - アメリカ海軍のマルコム・ロスとビクター・A・プレーサーがと耐圧服（宇宙服）の試験のために気球で高度34,670 m に到達した。ブレーサーは回収時に事故死した。
- 5月5日 - アメリカのマーキュリー・レッドストーン3号でアラン・シェパードが、有人弾道飛行に成功する。
- 6月1日 – ユナイテッド航空がキャピタル航空（Capital Airlines）を吸収し、267機の航空機を所有する西側諸国で最大の航空会社となった。
- 6月21日～22日 – イギリス空軍の、アブロ バルカンが最初のイギリスからオーストラリアへの無着陸飛行を行った。
- 7月10日 - アレクサンドル・フェドトフが実験機、E-166で 2401 km/hの速度記録を樹立した。
- 7月21日 - ガス・グリソムが、有人弾道飛行に成功し、アメリカの2番目の宇宙飛行士となる。
- 8月6日 - ボストーク2号で、ゲルマン・チトフが1日を超える有人軌道飛行に成功した。
- 8月17日 - 超音速旅客機の低速での飛行特性を検証するためデルタ翼の実験機、ハンドレページ HP.115が初飛行した。
- 9月8日 - イギリスの垂直離着陸実験機、ホーカー・シドレー P.1127が垂直離陸と通常飛行の転換飛行を行なった。
- 9月14日 - 西ドイツ空軍の32戦闘爆撃航空団（JaBoG 32）に所属する2機のリパブリック F-84F サンダーストリーク戦闘爆撃機が、航法上の誤りにより東ドイツを領空侵犯して、ベルリン・テーゲル空港に着陸した。この事件の後、領空侵犯を行った如何なる航空機をも撃墜するとソ連は宣言した。(→「1961年の西ドイツ空軍F-84機による領空侵犯事件」）
- 9月21日 - タンデムローター式の大型輸送用ヘリコプター、CH-47チヌークが初飛行した。
- 11月21日 - ロバート・B・ロビンソンの操縦するF4H-1F ファントム II が、2,585.4 km/hの速度記録を樹立した。

## 1961年に初飛行した機体の画像

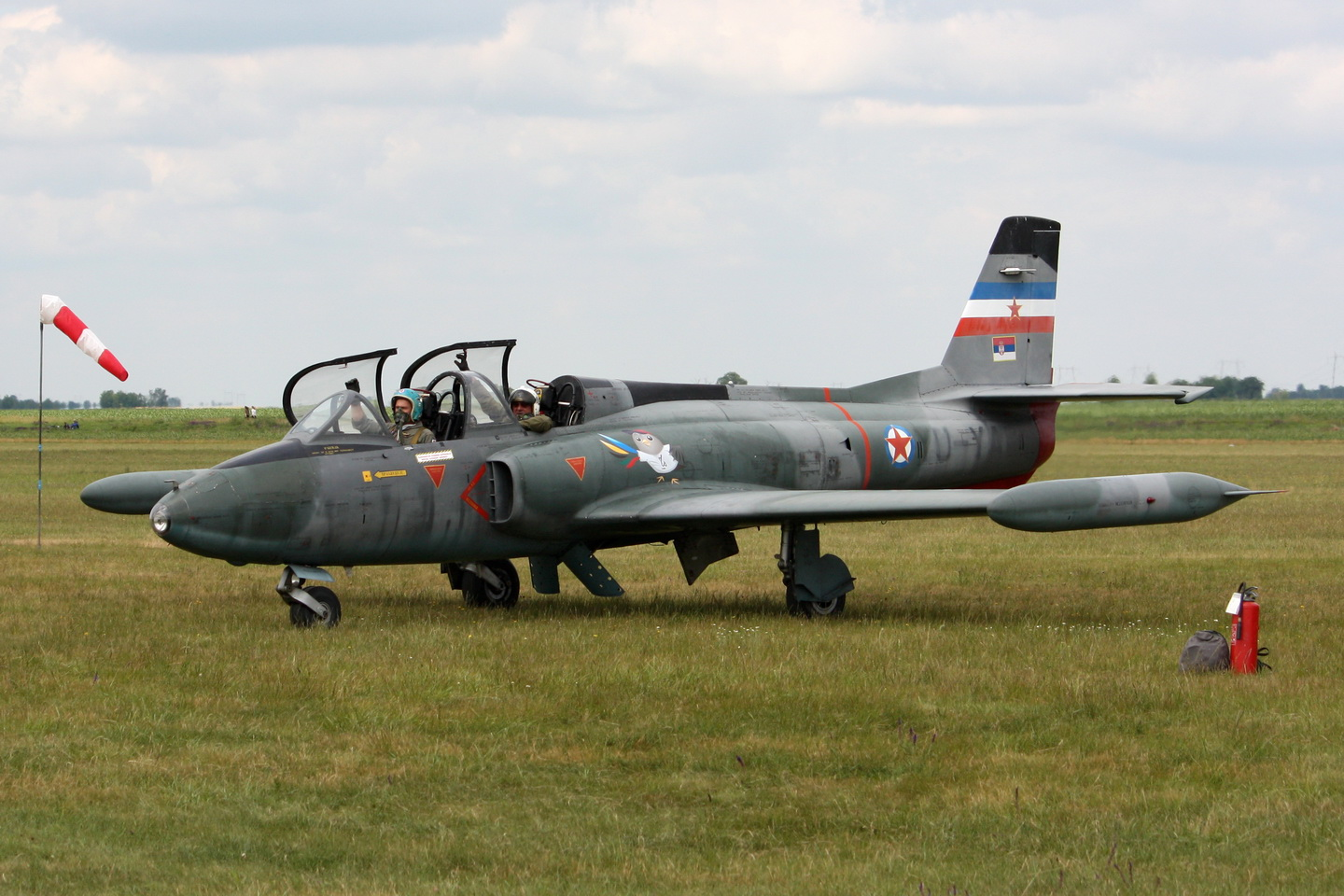
ソコ G-2 （5月）
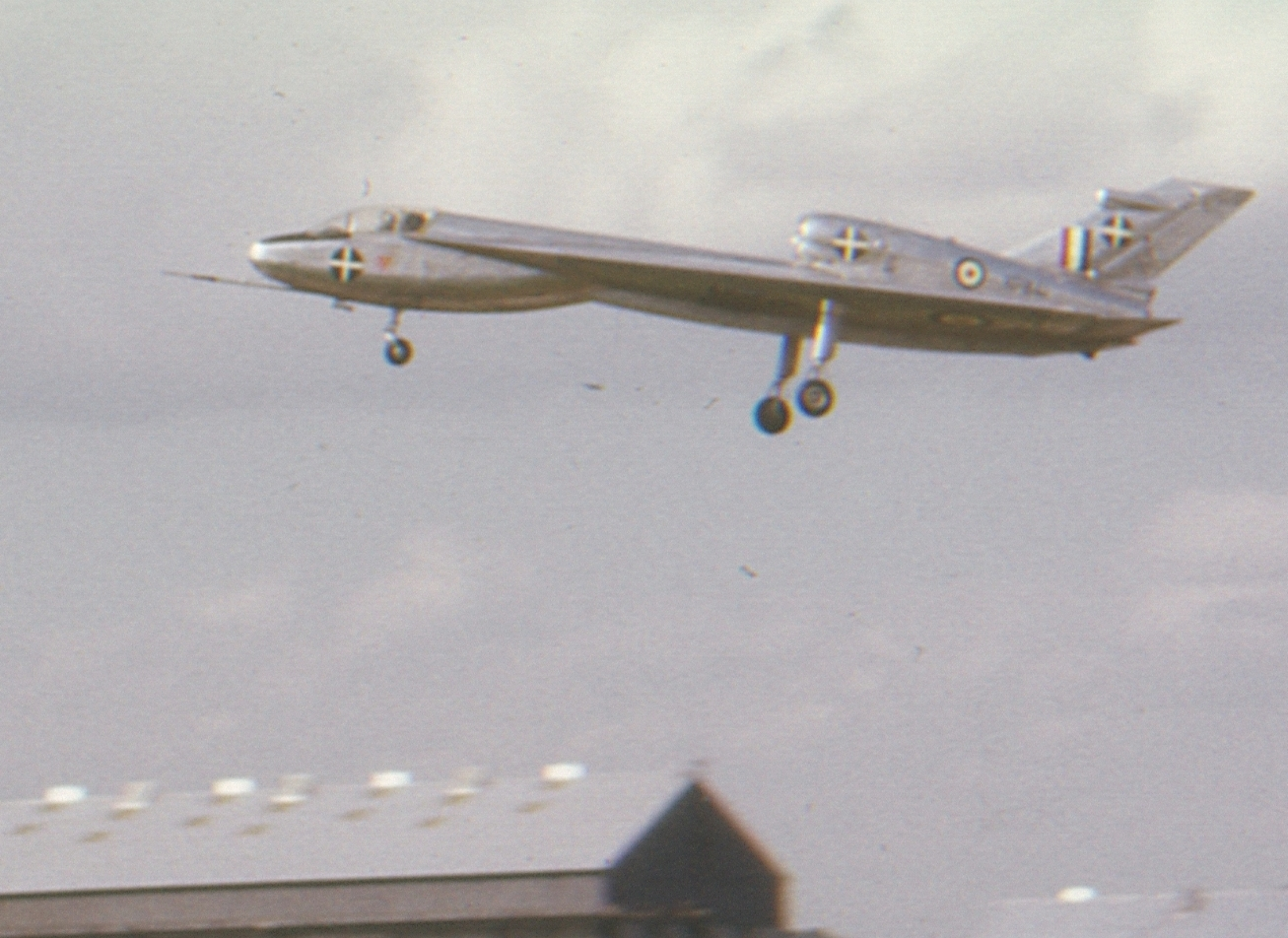
ハンドレページ HP.115 （8月17日）
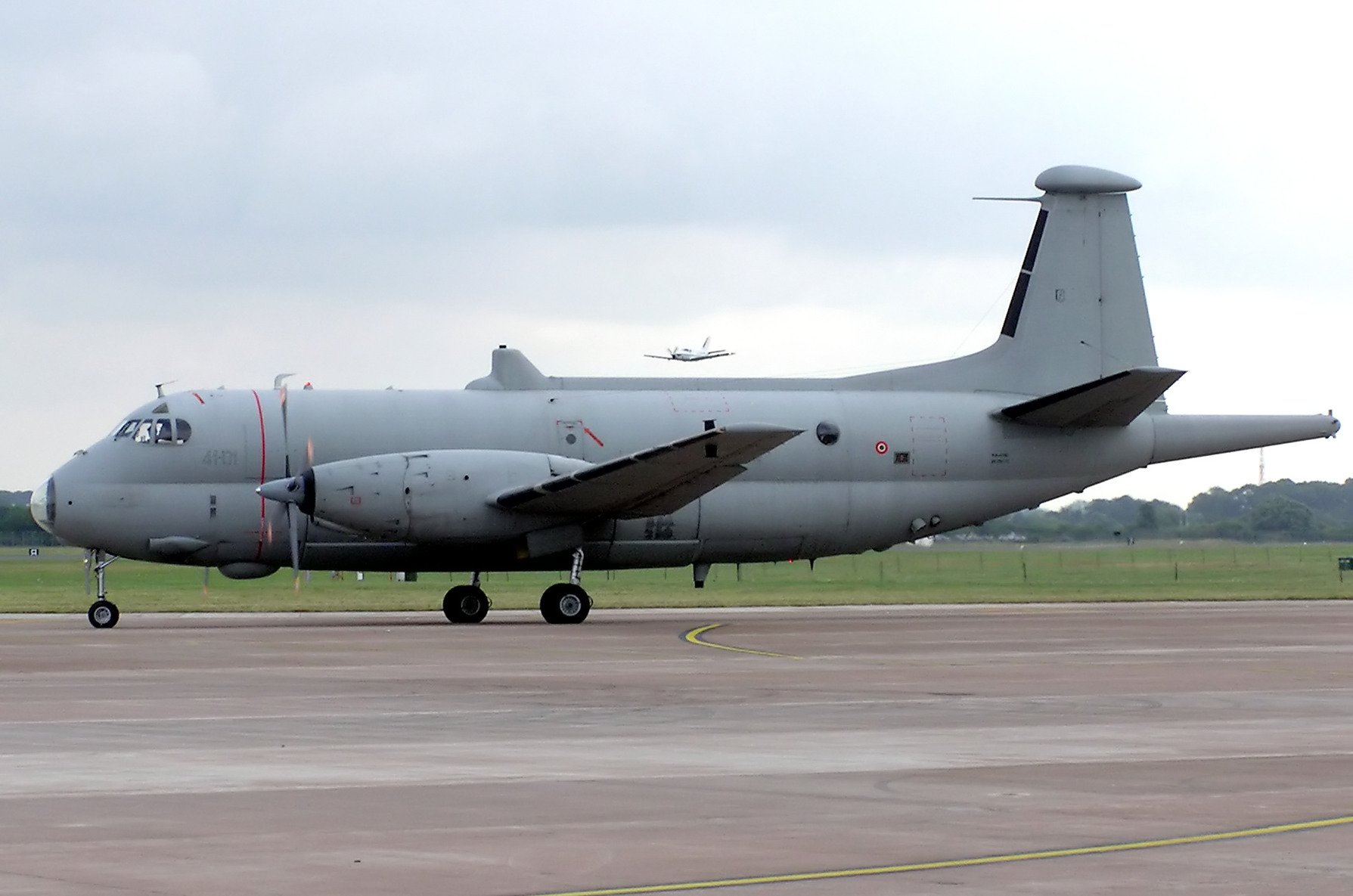
ブレゲー アトランティック （10月21日）

## 航空に関する賞の受賞者
- ハーモン・トロフィー： ウィリアム・ペイン、ジャクリーン・コクラン、マルコム・ロス、ヴィクター・プレイサー
- デラボー賞：アレクサンドル・フェドトフ (USSR)、ユーリイ・ガガーリン(USSR)、 ゲルマン・チトフ、 アラン・シェパード (USA)、ゲオルギー・モソロフ (USSR)、 ロバート・B・ロビンソン (USA)